# باتريا أيه أم في
باتريا أيه أم في هي مدرعة فنلندية ذات عجلات ثمانية الدفع متعددة الاستخدامات، دخلت الخدمة في 2004.